# Регби в Новом Южном Уэльсе

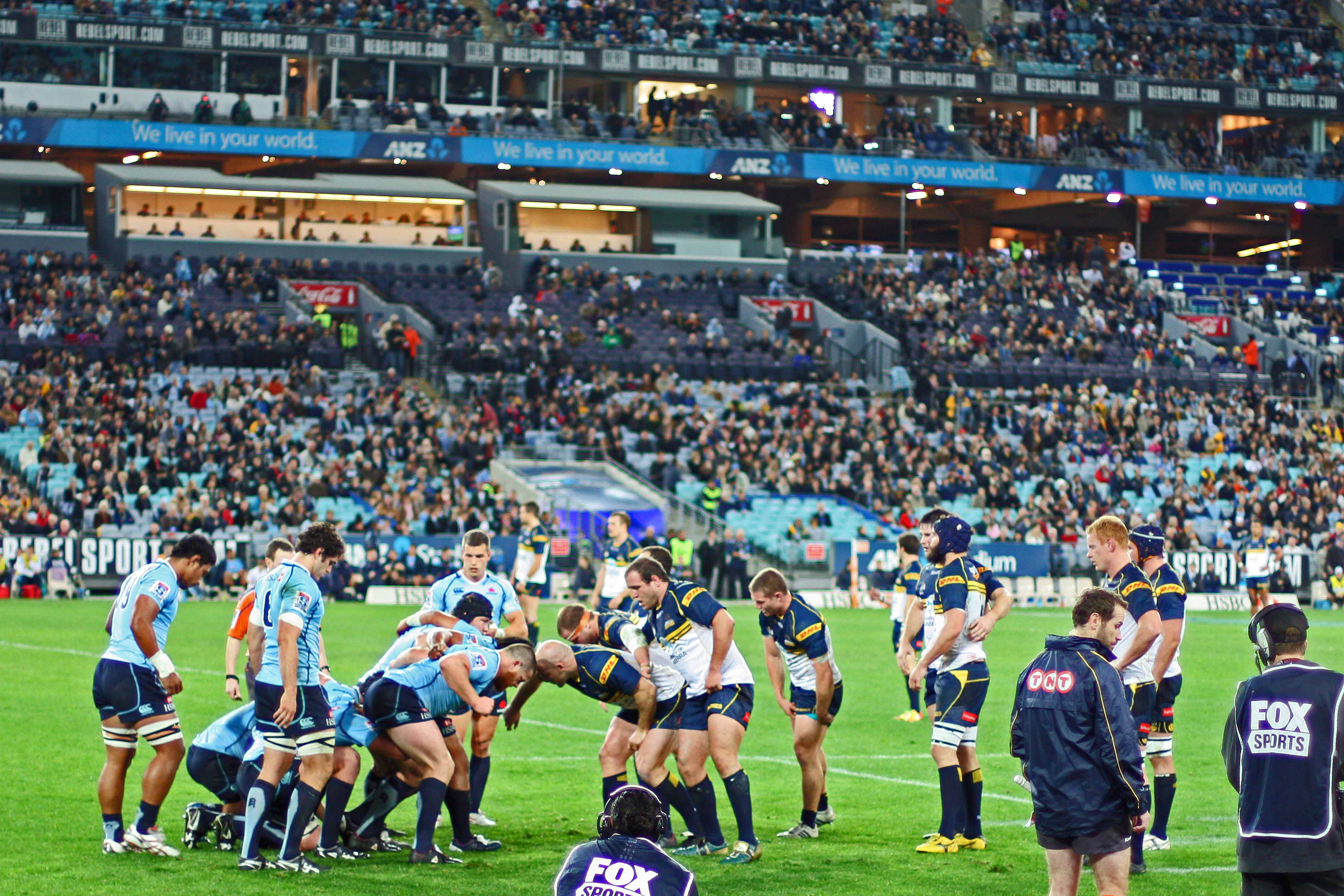
Матч команд «Уаратаз» и «Брамбис», Супер Регби 2012

Регби в Новом Южном Уэльсе — один из ведущих профессиональных и оздоровительных командно-игровых видов спорта. В школах Сиднея первые матчи по регби состоялись в 1860-е годы; благодаря 150-летнему развитию игры число занимающихся регби в Новом Южном Уэльсе выросло до 100 тысяч. В 2003 году Сидней принял финал Чемпионата мира.

## Зарождение

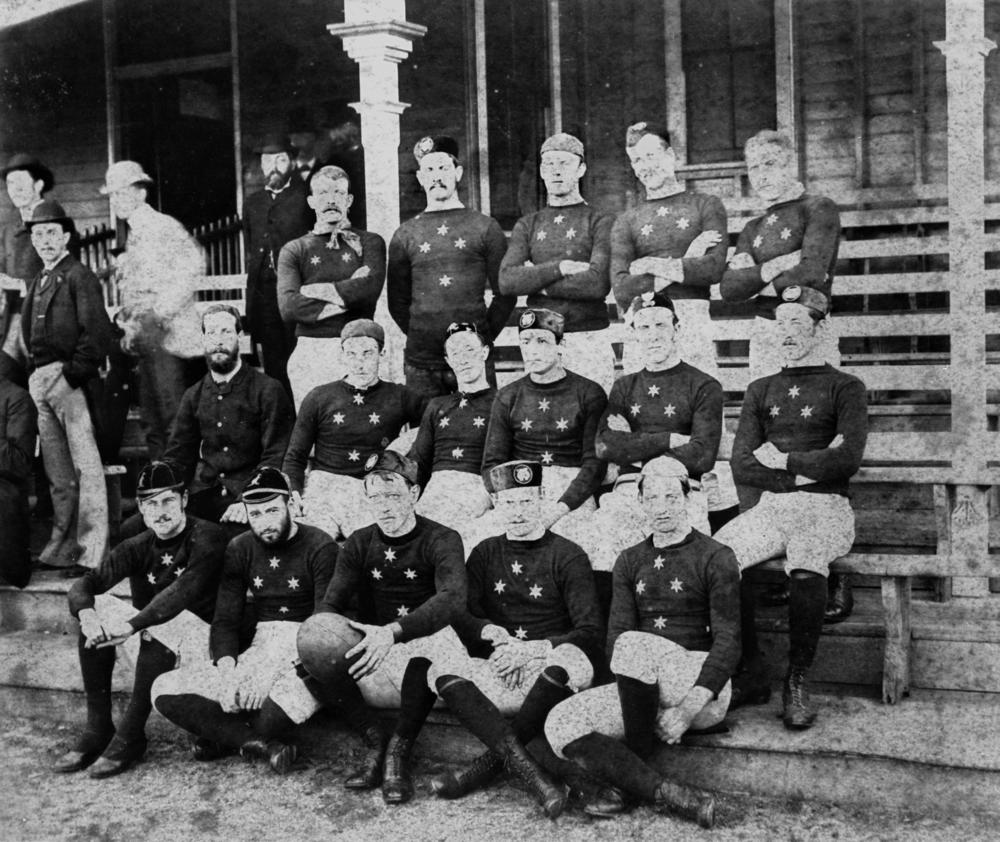
Сборная Нового Южного Уэльса, около 1883 года

Матчи по так называемому «народному футболу» (англ. folk football) игрались в Новом Южном Уэльсе с 1829 года: как правило, в них участвовали военнослужащие из сиднейских казарм или же экипажи кораблей, заходивших в порт. Правила постоянно менялись, о них игроки договаривались перед каждой игрой. В Австралию эту игру завезли выпускники английских частных школ; в 1845 году были утверждены первые правила той игры, которая ныне известна как регби, а в начале 1860-х состоялись первые матчи по регби в школах Сиднея. Ознакомившиеся с игрой ученики школ Сиднея при помощи приезжавших англичан основали первые клубы по регби, австралийскому футболу и обычному футболу, а с 1860-х годов состоялись первые матчи в Сиднейском университете, у которого появилась собственная команда.
Первый матч между клубами состоялся в июле 1865 года между сиднейским регбийным клубом и командой австралийского крикетного клуба: ожидалось, что матч будет проходить на протяжении трёх суббот, однако в газетах тех времён сохранились отчёты только о первых двух субботах. Во втором субботнем поединке, на момент остановки встречи, Сидней вёл со счётом 2:1 по голам; данных об итогах матчах не сохранилось. В 1869 году регбийный клуб появился в колледже Ньюингтон, с 1872 года намечается стремительный рост числа регбийных клубов.
22 июня 1874 года по итогам встречи клубов Сиднея был сформирован Южный регбийный союз как орган управления регби в Южном Уэльсе, а с 1892 года он известен как Регбийный союз Нового Южного Уэльса.

## Турниры

### Супер Регби
В 1882 году был создан клуб, представлявший Новый Южный Уэльс во внутриавстралийских соревнованиях — команда получила прозвище «Уаратаз», которое стало её именем. С 1996 года, когда началась эпоха профессионального регби, «Уаратаз» выступает в главном клубном турнире Южного Полушария под названием Супер Регби, а в 2014 году впервые в истории выиграла титул чемпиона Супер Регби (до этого она в 2005 и 2008 годах терпела поражения в финале).

### Чемпионат Австралии по регби
Национальный чемпионат регби, он же чемпионат Австралии или первенство среди провинций, проводится регулярно с 2014 года (в 2007 году его предшественником стал Австралийский регбийный чемпионат, не продержавшийся дольше одного сезона). В этом турнире Новый Южный Уэльс представлен двумя клубами, «Нью Саут Уэйлз Кантри Иглз» (финалисты 2016 года) и «Сидней».

### Щит Шута
В рамках розыгрыша титула лучшей команды Нового Южного Уэльса и Сиднея проводятся четыре соревнования среди основных клубов и три соревнования среди молодёжных команд. Главным призом является щит Шута. В 2014 году за приз соревновались 11 клубов:
- Истерн Сабёрбз[англ.]
- Иствуд[англ.]
- Гордон[англ.]
- Мэнли[англ.]
- Норзерн Сабёрбз[англ.]
- Паррамматта Ту Блюз[англ.]
- Рэндуик[англ.]
- Саутерн Дистриктс[англ.]
- Сидней Юнивёрсити[англ.]
- Уорринга[англ.]
- Вест-Харбор[англ.]

Ряд команд, существовавших в прошлые годы и участвовавших в чемпионате Нового Южного Уэльса, прекратили своё существование: «Глиб» (чемпионы Австралии 1908 года), «Пайретс», «Сидней» (создан в 1865 году) и «Уолларуз». С 2002 по 2006 годы щит Шута был частью более крупного турнира, нового кубка Тухиз, но после его упразднения стал главным регбийным соревнованием в штате.

### Иные турниры
Проведением региональных соревнований заведуют такие организации, как Регбийный союз пригородов Нового Южного Уэльса (более 6 тысяч игроков и 55 клубов в Сиднее и его пригородах) — крупнейшее централизованное регбийное соревнование в мире — и Регбийный союз регионов Нового Южного Уэльса, который заведует проведением турниров среди команд не из городов (9 зон, 100 клубов, более 16 тысяч человек) и который выставляет любительскую команду «Нью Саут Уэйлз Кантри Кокатуз».

### Женское регби
В Сиднее и Ньюкасле проводятся клубные турниры среди женских команд по регби-15. Регулярно собирается женская сборная Сиднея, играющая против клуба «Нью Саут Уэйлз Кантри Кореллас» и женской сборной Армии Австралии. В чемпионатах Австралии также участвуют женские клубы по регби-15 и регби-7. В 2014 году в женском чемпионате Сиднея играли следующие клубы:
- Паррамматта Ту Блюз[англ.]
- Пенрит Эмуз[англ.]
- Рокдейл Рейнджерс[англ.]
- Сидней Юнивёрсити[англ.]
- Уорринга[англ.]
- Уэйверли[англ.]

### Дети и юноши
Главный турнир для школьников — щит Уарата, который проходит с 1963 года по олимпийской системе. Ежегодно более 100 клубов участвуют в турнире.